# Kaliharjo
Kaliharjo is een bestuurslaag in het regentschap Purworejo van de provincie Midden-Java, Indonesië. Kaliharjo telt 1452 inwoners (volkstelling 2010).